# Економічний факультет БДУ
Економічний факультет Білоруського державного університету — структурний підрозділ Білоруського державного університету.

## Історія
30 листопада 1921 року створено Білоруський державний університет. До його складу входив факультет суспільних наук, до складу якого входив економічний факультет. 
Через 4 роки факультет суспільних наук і права було виділено з факультету суспільних наук, з якого факультет народного господарства з часом виокремився на чотири кафедри: адміністративно-виробнича, кооперативна, планово-статистична і фінансова. 
У 1931 році на базі факультету народного господарства було створено три економічних інститути: планово-економічний, фінансово-господарський і коопераційний. А 20 травня 1933 року їх об’єднали в Білоруський державний інститут народного господарства, куди перейшло працювати багато викладачів БДУ.
1 березня 1999 року рішенням Ради БДУ утворено економічний факультет як самостійний підрозділ Білоруського державного університету.

## Спеціальності
Економічний факультет готує спеціалістів за наступними напрямками:
- Аналітична економіка[2]
- Економічна теорія[3]
- Банківська справа[4]
- Інноваційний менеджмент[5]
- Міжнародний менеджмент[6]
- Корпоративні фінанси[7]
- Економічна безпека[8]
- Економічна інформатика[9]

## Кафедри
На факультеті економічному факультеті функціонує 8 кафедр:
- Кафедра аналітичної економіки й економетрики[10]
- Кафедра банківської економіки[11]
- Кафедра корпоративних фінансів[12]
- Кафедра інноватики й підприємницької діяльності[13]
- Кафедра міжнародного менеджменту[14]
- Кафедра міжнародної політичної економіки[15]
- Кафедра цифрової економіки[16]
- Навчальна лабораторія технічних засобів навчання[17]

## Декани
Деканом факультету з 2018 року є Королєва Анна Анатоліївна — доцентка кафедри аналітичної економіки й економетрики, кандидатка фізико-математичних наук.